# Kragelund Kirke
Kragelund Kirke er en kirke i Kragelund Sogn i det tidligere Hids Herred, Viborg Amt, nu Silkeborg Kommune. Kirkens skib og kor er fra omkring år 1150, mens våbenhus og tårn er tilføjet senere.
Koret har flad østvæg og to oprindelige vinduer, som nu er tilmurede. Begge døre med portaler er bevaret, norddøren i tilmuret tilstand. Sydportalen har fire halvsøjler med terningkapitæler og kraftige kragsten samt rundbuestik. I tympanonfeltet ses to løver, på karmstenene ses mod øst to drager om et kors og mod vest dyr og figurer i medaljoner. På tympanonens underside er hugget "Æse bød, Vagn ristede." Her er både bygherre og stenmester navngivet, hvilket er sjældent i den tidlige danske kirkekunst, men hvem Æse og Vagn var, må stå hen i det uvisse. Nordportalen har ligeledes fire halvsøjler samt et tympanonfelt med den velsignende Kristus.
Tårn og våbenhus er opført i sengotisk tid. Våbenhuset er muligvis opført af sten fra en nedbrudt kirke i Engesvang. Til opførelsen af våbenhuset har man brugt vinduesoverliggere og kragsten fra korbuen, øst for døren ses en kragsten med arkader, vest for døren ses en kragsten med to dyr omkring et kors, reliefstenen er indsat på hovedet, begrundelsen for dette kendes ikke. Kirken blev istandsat i 1964-65.
Det er formodentlig samme mester som har udført sydportalen i Kragelund og i Låsby. På østre karmsten ses to drager, som bider mod kors. På vestre karmsten fra neden ses løve med nedhængende hale, omklamrende mand og kvinde med glorier, løve med højtløftet hale og kors på ryggen (variant over korslammet) samt Helligåndsduen i øverste cirkel. I tympanonfeltet ses to hvilende løver.
Skibet har fladt bjælkeloft, koret har fået indbygget otteribbet hvælv i sengotisk tid. I forbindelse med indbygningen af korets hvælv blev korbuen omsat, korbuens kragsten er nu indsat i våbenhusets murværk. Altertavlen er en støbejernsskulptur udført af Erik Heide i 1966. Prædikestolen er fra 1645. I norddørens niche står en Nådestol fra en sengotisk altertavle. Over nichen ses en overligger med relieffer.
Den romanske døbefont af granit er af den vestjyske type med glat kumme og randprofil samt bægerblade nederst på kummen.

## Galleri
- Kirkerummet
- Døbefonten
- Tympanon over syddøren

## Eksterne kilder og henvisninger
- Wikimedia Commons har flere filer relateret til Kragelund Kirke
- Kragelund Kirke Arkiveret 31. januar 2011 hos  Wayback Machine hos nordenskirker.dk
- Kragelund Kirke hos denstoredanske.dk
- Kragelund Kirke hos KortTilKirken.dk